# Marchese di Nisa
Marchese di Nisa è stato un titolo creato da Giovanni IV del Portogallo, il 18 ottobre 1646, a favore di Luís Vasco da Gama, 5º conte di Vidigueira, diretto discendente di Vasco da Gama (1469-1524), viceré d'India e 1º conte di Vidigueira. Il titolo prende il suo nome dal municipio portoghese di Nisa (situato nell'Alentejo).

## Elenco dei Marchesi di Nisa
- 1° D. Vasco Luís da Gama (1612-1676).
- 2° D. Francisco Luís Baltasar António da Gama (1636-1707).
- 3° D. Vasco José Luís Baltasar da Gama (1666-1735).
- 4° D. Maria Josefa Francisca Xavier Baltasar da Gama (1712-1750).
- 5° D. Vasco José Jerónimo Baltasar da Gama (1733-1757).
- 6° D. Rodrigo Xavier Teles de Castro da Gama Ataíde Noronha Silveira e Sousa (1744-1784).
- 7° Dona Eugénia Maria Josefa Xavier Teles de Castro da Gama (1776-1839), moglie di Domingos Xavier de Lima.
- 8° D. Tomás Xavier Teles de Castro da Gama Ataíde Noronha da Silveira e Sousa (1796-1820).
- 9° D. Domingos Vasco Xavier Pio Teles da Gama Castro e Noronha Ataíde Silveira e Sousa (1817-1873).

Dopo l'instaurazione della Repubblica e l'abolizione del sistema nobiliare, i titoli nobiliari vennero soppressi. Coloro che ne erano titolari nel 1910 vennero tuttavia autorizzati ad utilizzarli vita natural durante. Attualmente il titolo di marchese di Nisa risulta estinto.

## Galleria d'immagini

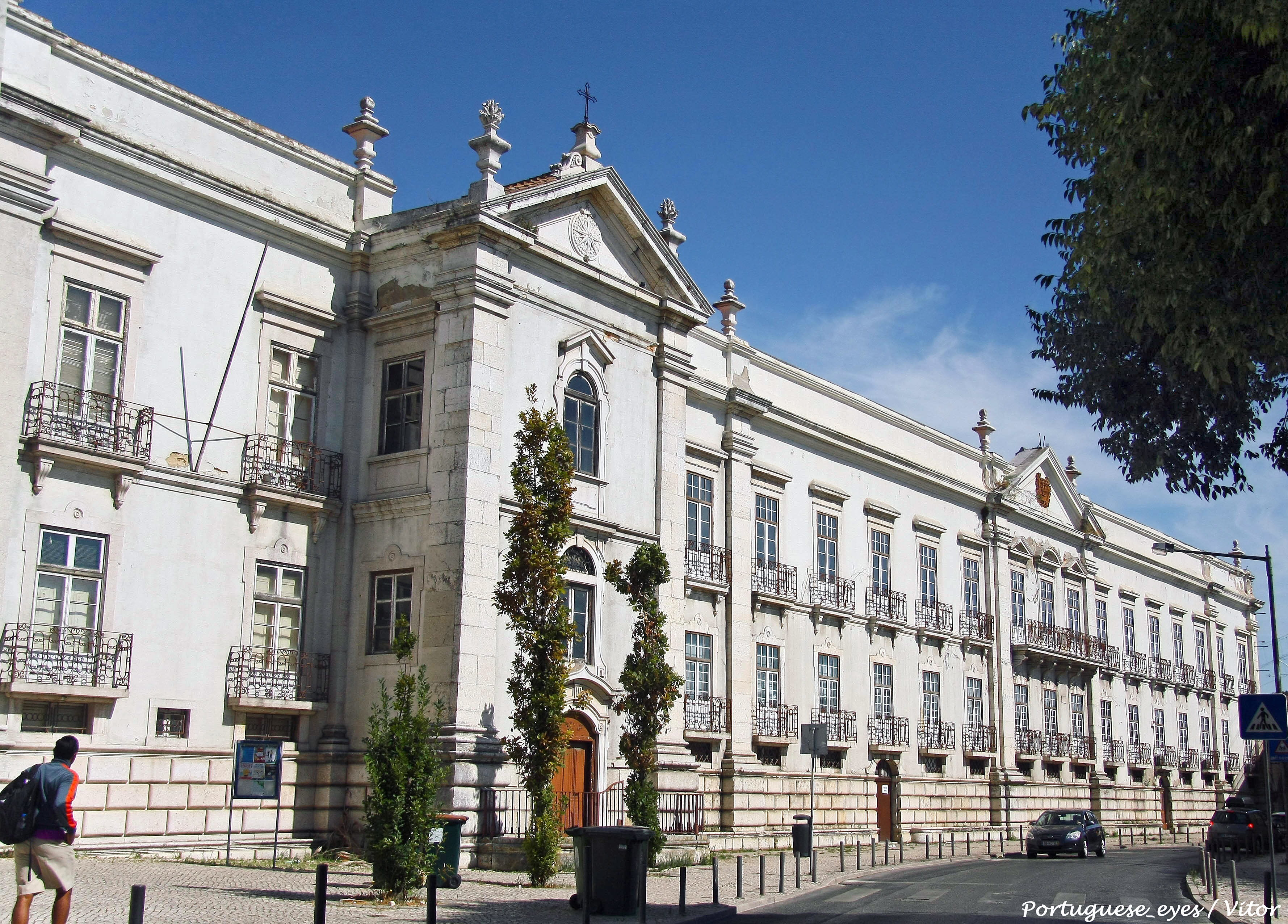
Il Convento da Madre de Deus in primo piano con l'adiacente Palácio Nisa, situati a Lisbona nella freguesia di Penha de França. Il Palácio Nisa acquisì la sua attuale denominazione in seguito al matrimonio, celebrato nel 1741, tra João Xavier Teles de Meneses, V conte di Unhão, e Maria Josefa da Gama, IV marchesa di Nisa, rimanendo di proprietà della famiglia dei marchesi di Nisa sino al 1862.
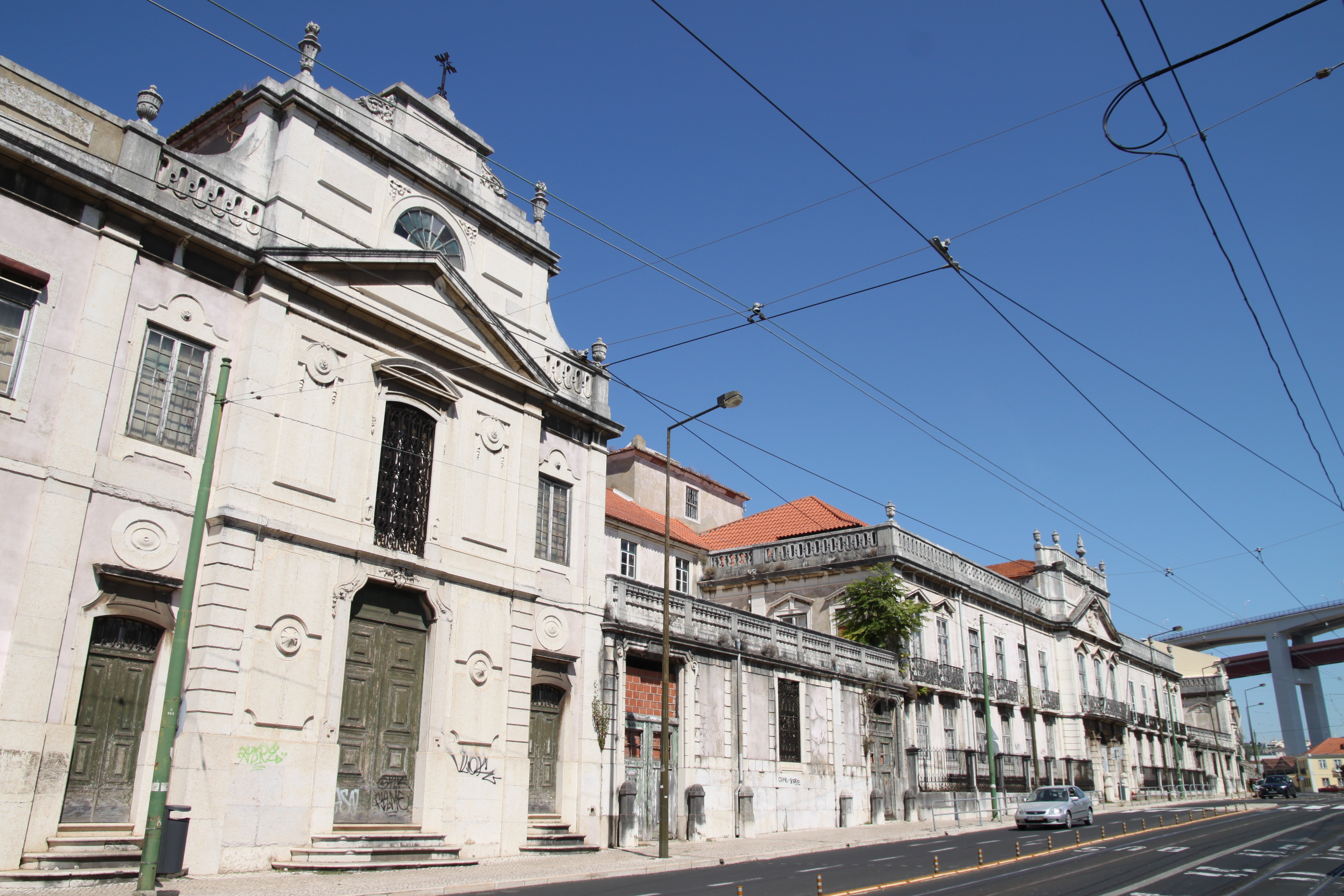
Il Palacete da Ribeira Grande in Rua da Junqueira, nella freguesia di Alcântara a Lisbona. Il palazzo venne originariamente costruito nel 1701 su iniziativa di Francisco Luís Baltasar António da Gama, II marchese di Nisa. Poco danneggiato dal terremoto di Lisbona del 1755, venne radicalmente ristrutturato nel corso del XIX secolo, assumendo la sua configurazione attuale.